# Fucoidan
Fucoidan is een gesulfateerd polysacharide met lange keten dat wordt aangetroffen in verschillende soorten bruine algen. In de handel verkrijgbaar fucoidan wordt gewoonlijk gewonnen uit de zeewiersoorten Fucus vesiculosus, Cladosiphon okamuranus, Laminaria japonica en Undaria pinnatifida. Er zijn ook varianten van fucoidan gevonden bij diersoorten, waaronder de zeekomkommer.